# Alexandre Pétion

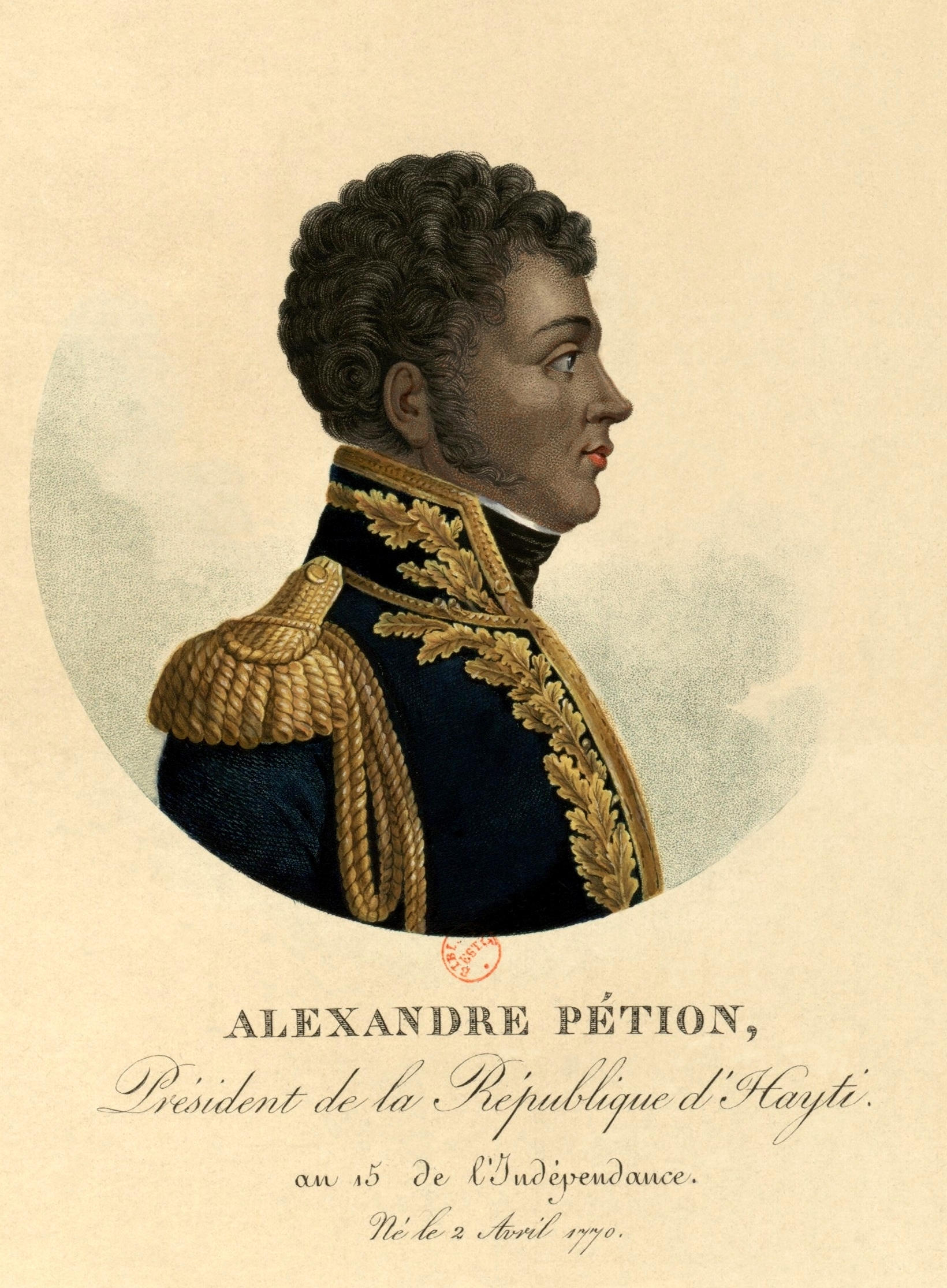
Alexandre Pétion

Alexandre Sabès Pétion (Port-au-Prince, 2 april 1770 - Port-au-Prince, 29 maart 1818) was president van Haïti van 1806 tot aan zijn dood. Hij wordt samen met  Toussaint Louverture, Jean-Jacques Dessalines en Henri Christophe beschouwd als een grondlegger van het in 1804 van Frankrijk onafhankelijk geworden Haïti.

## Biografie
Hij was de zoon van een zwarte moeder en een Franse vader, geboren in Port-au-Prince. In 1788 ging hij naar Frankrijk en werd opgeleid aan de militaire academie van Parijs. In 1798 keerde hij terug naar Haïti en nam deel aan de uitzetting van de Spanjaarden en Britten uit Haïti. Toen het later tot spanningen kwam tussen de zwarte en mulatten-bevolking van Haïti werd Pétion, zelf een mulat, een aanhanger van de mulattenpartij. Hij sloot zich aan bij generaal André Rigaud en Jean-Pierre Boyer in een opstand in 1790 tegen generaal Toussaint Louverture. De opstand die in juni 1790 begon, bleek echter minder succesvol en de opstandelingen moesten in november van datzelfde jaar alweer terugtrekken naar de strategisch belangrijke havenstad Jacmel in het zuiden van Haïti. Pétion leidde de verdediging van die stad maar kon niet voorkomen dat hij in maart 1800 viel, wat het einde van de opstand markeerde. Samen met andere mulattenleiders ging hij aan het einde van de opstand in ballingschap in Frankrijk.
In februari 1802 kwam hij, samen met Boyer en Rigaud, terug naar Haïti met eveneens een 12.000 man sterk Frans leger onder het bevel van Charles Leclerc, met als doel: de omverwerping van Toussaint. Nadat Toussaint verdreven was en gedeporteerd werd naar Frankrijk, braken er al snel nieuwe geschillen uit tussen de Fransen en de inwoners van Haïti. Pétion sloot zich dit keer aan bij de nationalisten die zich inzetten voor onafhankelijkheid van Haïti onder aanvoering van generaal Jean-Jacques Dessalines, die hem eerder nog confronteerde in Jacmel. Uiteindelijk werd op 17 oktober  1803 het expeditieleger verslagen en werd Port-au-Prince veroverd door Dessalines waarna op 1 januari 1804 de onafhankelijkheid wordt uitgeroepen. Dessalines liet zich op 6 oktober 1804 kronen tot Jacobus I, keizer van Haïti, nadat hij benoemd was tot heerser voor het leven.
Op 17 oktober 1806 werd Jacobus I vermoord waarop Pétion zich inzette voor democratische hervormingen maar al snel in conflict kwam met de nieuwe gezaghebber van het land, Henri Christophe. Pétion bood hem een compromis aan voor een democratisch presidentschap maar dit weigerde Christophe. Zo werd Haïti wederom in twee kampen verdeeld en laaide het oude conflict tussen de zwarte en mulatten-bevolking weer op. De gevechten die daarop plaatsvonden bleven onbeslist en uiteindelijk kwam het in 1810 tot een vrede waarbij Haïti verdeeld werd in twee delen. Het noordelijke deel (vooral zwarte radicale groeperingen) werd geregeerd door Christophe die zichzelf als koning Hendrik I had uitgeroepen, Pétion werd in 1806 verkozen tot president van het zuidelijke deel (veelal mulatten).  
Tijdens zijn bewind had Pétion een groot aantal plantagegronden tot zijn beschikking die hij verdeelde onder zijn aanhangers en boeren, wat hem de bijnaam Papa Bon-Kè (goedhartige vader) opleverde. Deze maatregel leidde echter tot een grote tegenslag voor de economie van zijn land omdat de meerderheid van die nieuwe landeigenaren zelfvoorzienend waren. In 1815 verleende hij asiel aan de Venezolaanse vrijheidsstrijder Simón Bolívar en hielp hem later aan materiaal die hem in staat stelde zijn strijd voort te zetten.
Op 29 maart 1818 overleed Pétion aan gele koorts. Zijn opvolger was Jean-Pierre Boyer die in 1820 erin slaagde om de twee delen van Haïti te herenigen.